# Sarah-Lee Heinrich

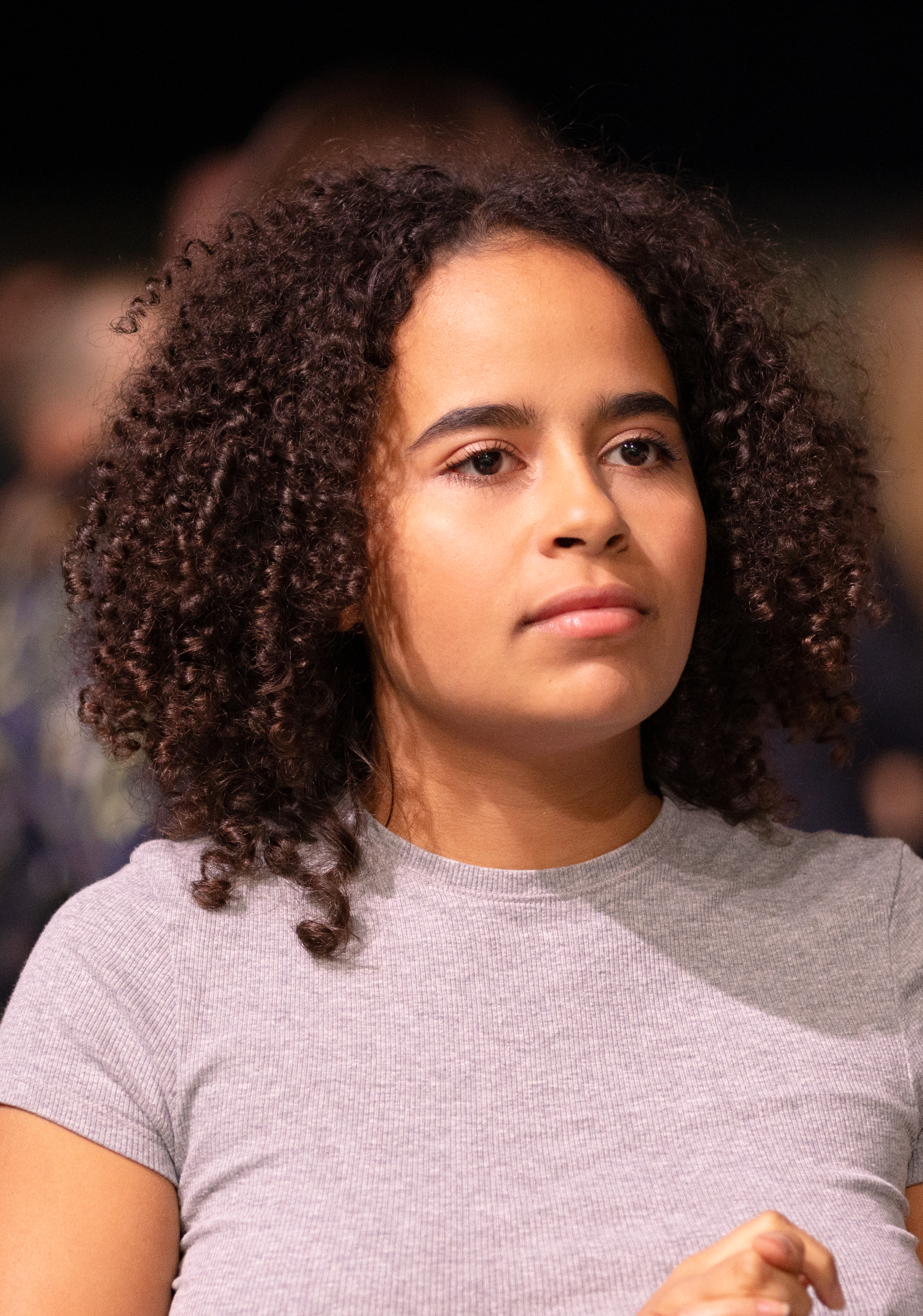
Sarah-Lee Heinrich (2023)

Sarah-Lee Heinrich (* 22. März 2001 in Iserlohn) ist eine deutsche Politikerin (parteilos, bis 2024 Bündnis 90/Die Grünen). Sie war von Oktober 2021 bis Oktober 2023 eine Bundessprecherin der Grünen Jugend. 

## Werdegang

### Ausbildung
Heinrich besuchte das Pestalozzi-Gymnasium in Unna und machte dort 2019 Abitur. Mit etwa 15 Jahren wurde sie Schulsprecherin des Gymnasiums. Ab 2017 wurde sie vom Schülerstipendienprogramm „Ruhrtalente“ gefördert.
Von 2019 bis 2020 studierte sie an der Universität Bonn Politik, Soziologie und Philosophie. Sie wechselte zum Wintersemester 2020 an die Universität Köln, um dort Sozialwissenschaften zu studieren. Sie ist die erste in ihrer Familie, die studiert.

### Politische Tätigkeit
Nach einem Praktikum bei den Grünen in Unna begann sie, sich politisch zu engagieren. Anfang 2017 trat sie der Grünen Jugend bei und gründete die Ortsgruppe Unna. Von 2017 bis 2019 war sie deren Sprecherin. Erste mediale Aufmerksamkeit erlangte Heinrich im Jahr 2018, als sie in einem Tweet das Hartz-IV-System basierend auf persönlichen Erfahrungen scharf kritisierte: Sie selbst wurde von ihrer alleinerziehenden Mutter großgezogen, die Geringverdienerin war und dann Hartz IV erhielt. Bis 2019 war sie Sprecherin der Grünen Jugend Ruhr und von 2019 bis 2021 Mitglied im Bundesvorstand der Grünen Jugend und zuständig für das Mitgliedermagazin.
Auf dem 55. Bundeskongress der Grünen Jugend am 9. Oktober 2021 wurden Heinrich mit 93,8 % der Stimmen zur Bundessprecherin und Timon Dzienus zum Bundessprecher der Grünen Jugend gewählt. Ausgehend von einer koordinierten Kampagne durch rechte Accounts in den sozialen Medien wurden nach ihrer Wahl als diskriminierend und gewalterfüllt gewertete Tweets von ihr diskutiert, die sie im Alter von 13 und 14 Jahren verfasst und zwischenzeitlich wieder gelöscht hatte. Heinrich bezeichnete diese Tweets später als „falsch und verletzend“ und eine weitere Äußerung  als „die falschen Worte“. Auf dem darauffolgenden Bundeskongress am 1. Oktober 2022 wurde Heinrich erneut als Sprecherin bestätigt. Im Oktober 2023 endete Heinrichs Amtszeit als Bundessprecherin. Sie durfte laut Satzung der Grünen Jugend nicht wiedergewählt werden.
Seit Mai 2024 schreibt Heinrich regelmäßig Kommentare für nd.Digital.
Im September 2024 trat sie aus den Grünen aus, um sich an der Gründung einer neuen linken Jugendorganisation zu beteiligen, die zunächst den Übergangsnamen „Zeit für was Neues“ trug. Seit April 2025 nennt sich die Organisation „Junge Linke“. Am 20. Oktober 2024 hielt Heinrich zudem eine Rede auf dem Bundesparteitag der Linken in Halle, in der sie über eine potenzielle Zusammenarbeit sprach.

## Themen und politische Positionen
Heinrichs Kernthemen sind die soziale Ungleichheit und die gesellschaftliche Spaltung mit einem besonderen Fokus auf dem Hartz-IV-System, bei dem sie höhere Regelsätze und eine Abschaffung der Sanktionen fordert, sowie einen Antirassismus, der unternehmerische Ausbeutung und die soziale Frage in den Blick nehmen sollte. Sie möchte das Klassenbewusstsein stärken und betont, dass man als weißer Mann nicht automatisch privilegiert sei, wie es manchmal fälschlicherweise angenommen werde, sondern auch aufgrund einer prekären Beschäftigungssituation benachteiligt sein könne. Zur Bekämpfung der Klimakrise stellt sie dabei Systemkritik statt Konsumkritik in den Vordergrund, da Menschen aus ärmeren Verhältnissen es sich oft nicht leisten könnten, ihren Konsum an ethische Vorstellungen anzupassen. Sie beschreibt die soziale Spaltung als verbindendes Element diverser aktueller Krisen, und fordert, dass soziale und ökologische Fragen stärker zusammengedacht werden sollten. Sie gibt an, von der in den USA entstandenen „moderne[n] Form der Klassenpolitik“ inspiriert worden zu sein, wobei sie die Wahlkämpfe von Bernie Sanders 2016 und 2020 sowie die Aktivistin Alexandria Ocasio-Cortez als Vorbilder nennt.
Kurz vor der Bundestagswahl 2021 kritisierte sie SPD und Grüne, sich zu stark auf eine mögliche Ampelkoalition zu fixieren. Eine solche Koalition würde zu einem „progressiven Neoliberalismus“ führen. Sie forderte stattdessen mehr Offenheit für ein Bündnis mit der Linkspartei. In der Regierungszeit kritisierte sie ihre Partei für eine zu geringe Beachtung sozialer Fragen. Die Grünen hätten beim Koalitionsvertrag aus ihrer Sicht mehr auf Finanzierungs- und Verteilungsfragen achten sollen, etwa die Einführung einer Vermögenssteuer, um mehr soziale Projekte durchführen zu können. Ferner kritisierte sie die von den Grünen mitgetragenen Verschärfungen der EU-Asylpolitik.
Politischen Wandel erreiche man am besten durch den Aufbau starker gesellschaftlicher Bewegungen, die Forderungen an die Politik stellen. So engagierte sie sich in ihrer Zeit als Sprecherin der Grünen Jugend für gemeinsame Kampagnen von Verdi und Fridays For Future. 2023 veröffentlichte sie zusammen mit Ines Schwerdtner, Lukas Scholle, Şeyda Kurt, Andrej Holm und Maurice Höfgen das Buch „GENUG!“, das einen politischen Kurswechsel fordert. Heinrich schrieb dabei über die Systematik der Armut in Deutschland.

## Mitgliedschaften
Heinrich war in ihrer Jugend als Teamerin in der evangelischen Kirche aktiv. Sie ist nach eigenen Angaben Atheistin. Heinrich ist Mitglied der Gewerkschaft ver.di, der EVG-Jugend und der Falken sowie ein Vorstandsmitglied des Institut Solidarische Moderne.

## Auszeichnungen
- 2021: Edition F Award in der Kategorie Politik.[34]

## Veröffentlichungen (Auswahl)
- Aufstiegsgeschichten. In: Wolfgang M. Schmitt und Ann-Kristin Tlusty (Hrsg.): Selbst Schuld! Carl Hanser Verlag, München 2024, ISBN 978-3-446-28130-1, S. 16–30.
- Das System Armut. In: Lukas Scholle (Hrsg.): Genug! Warum wir einen politischen Kurswechsel brauchen. Brumaire Verlag, Berlin 2023, ISBN 978-3-948608-27-9, S. 180–217.